# Bharti Lok Lehar Party
Bharati Lok Lehar Party är ett politiskt parti i den indiska delstaten Punjab. Partiet bildades i februari 2004, som en utbrytning ur Bahujan Samaj Party (BSP). Grundarna av BLLP hade tidigare varit ledare för Democratic Bahujan Samaj Morcha, som gått samman med BSP. Partiet kämpar för daliternas intressen. Partiets ledare är Manohar Lal Mahey.